# Хулюмъя (приток Каркасья)
Хулюмъя (устар. Хулюм-Я) — река в России, протекает по Берёзовскому району Ханты-Мансийского АО. Устье реки находится в 31 км по левому берегу реки Каркасья. Длина реки составляет 20 км.
Система водного объекта: Каркасья → Северная Сосьва → Обь → Карское море.

## Данные водного реестра
По данным государственного водного реестра России относится к Нижнеобскому бассейновому округу, водохозяйственный участок реки — Северная Сосьва, речной подбассейн реки — Северная Сосьва. Речной бассейн реки — (Нижняя) Обь от впадения Иртыша.
Код объекта в государственном водном реестре — 15020200112115300025557.